# Нефф Тимофій Андрійович
Тимофій Андрійович Нефф (22 вересня (6 жовтня) 1804, Пюссі, Естляндська губернія — 24 грудня 1876 (5 січня 1877), Санкт-Петербург) — історичний, релігійний живописець, портретист, придворний художник імператора  Миколи I, хранитель картинної галереї  Ермітажу, професор, академік. Мав чин  таємного радника.

## Біографія
Тимофій Нефф народився 22 вересня 1804 року в садибі Пюссі  Естляндську губернії. При хрещенні отримав ім'я Тімолеон Карл. Його мати Луїза Феліція Нефф приїхала з  Франції, батько невідомий. Нефф став прийомним сином Генріха Отто фон Зеге Мантейффеля.
З 1815 по 1818 роки навчався в Ракверський земській школі, в 1820-і роки брав приватні уроки живопису, писав замовні  портрети та  пейзажі. Після закінчення Дрезденської Академії мистецтв подорожував по  Італії. Прибув в 1826 році до  Петербурга. 
З 1827 року виконував приватні замовлення в Санкт-Петербурзі. Після виконання у 1832 році групового портрета дітей імператора  Миколи I (великих княгинь Марії Миколаївни, Ольги Миколаївни та Олександри Миколаївни) був запрошений до двору і призначений придворним художником. Перше велике замовлення - лики святих для готичної капели на дачі «Олександрія» в  Петергофі. За цю роботу Нефф отримав довічну пенсію і дозвіл на поїздку до  Риму. За час подорожі по  Італії (1835 - 1837 рр.). Нефф копіював твори старих майстрів XVI ст., і, перш за все,  Рафаеля. За  ікони для малої церкви  Зимового палацу Нефф отримав звання академіка і був представлений до  ордена Святої Анни 3-го ступеня.
У 1837 році подорожував по  Росії для ознайомлення з народними типами і побутом. У 1849 році за виконання ликів святих для  Ісакіївського собору отримав звання професора історичного й портретного живопису. Викладав в  Академії Мистецтв. З 1864 року Тимофій Андрійович Нефф, після десятирічного викладання в Академії, стає хранителем картинної галереї  Ермітажу. Він як і раніше багато працює.  Його обирають членом флорентійської Академії мистецтв.
У 1860-х - 1870-х роках найбільшими творами Неффа стали ікони для каплиці в Ніцці, церкви в Лондоні і  для  храму Христа Спасителя в  Москві.
З 1865 року - член Ради  Академії Мистецтв.
Похований на Смоленському  лютеранському кладовищі у  Санкт-Петербурзі.

## Нагороди
- Орден Святого Володимира 2 ступеня
- Орден Святої Анни 3 ступеня

## Галерея

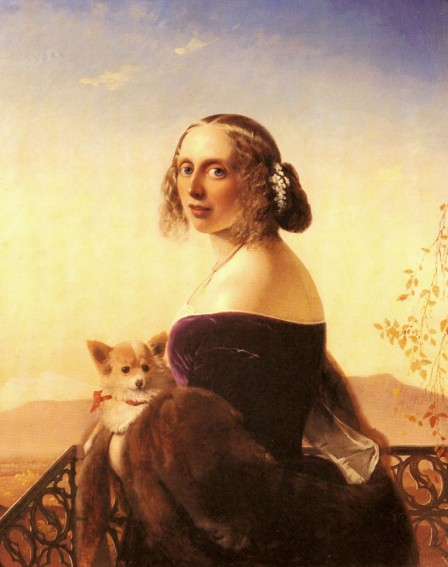
Леді Барретт
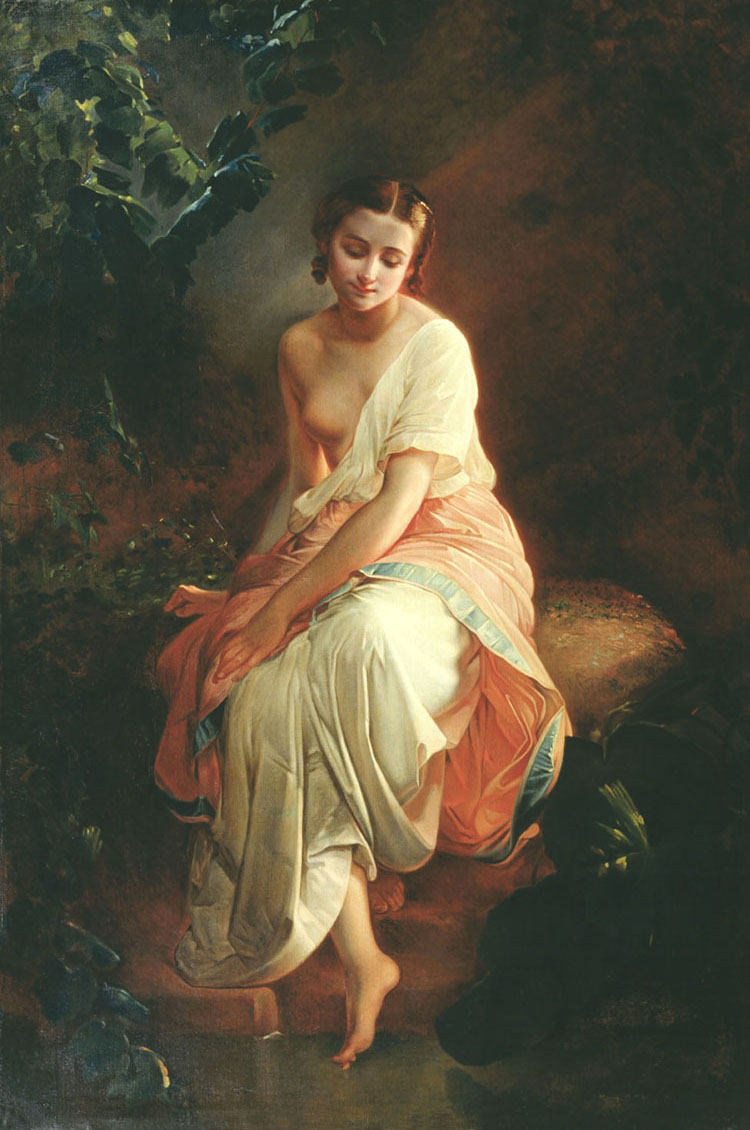
Купальщица
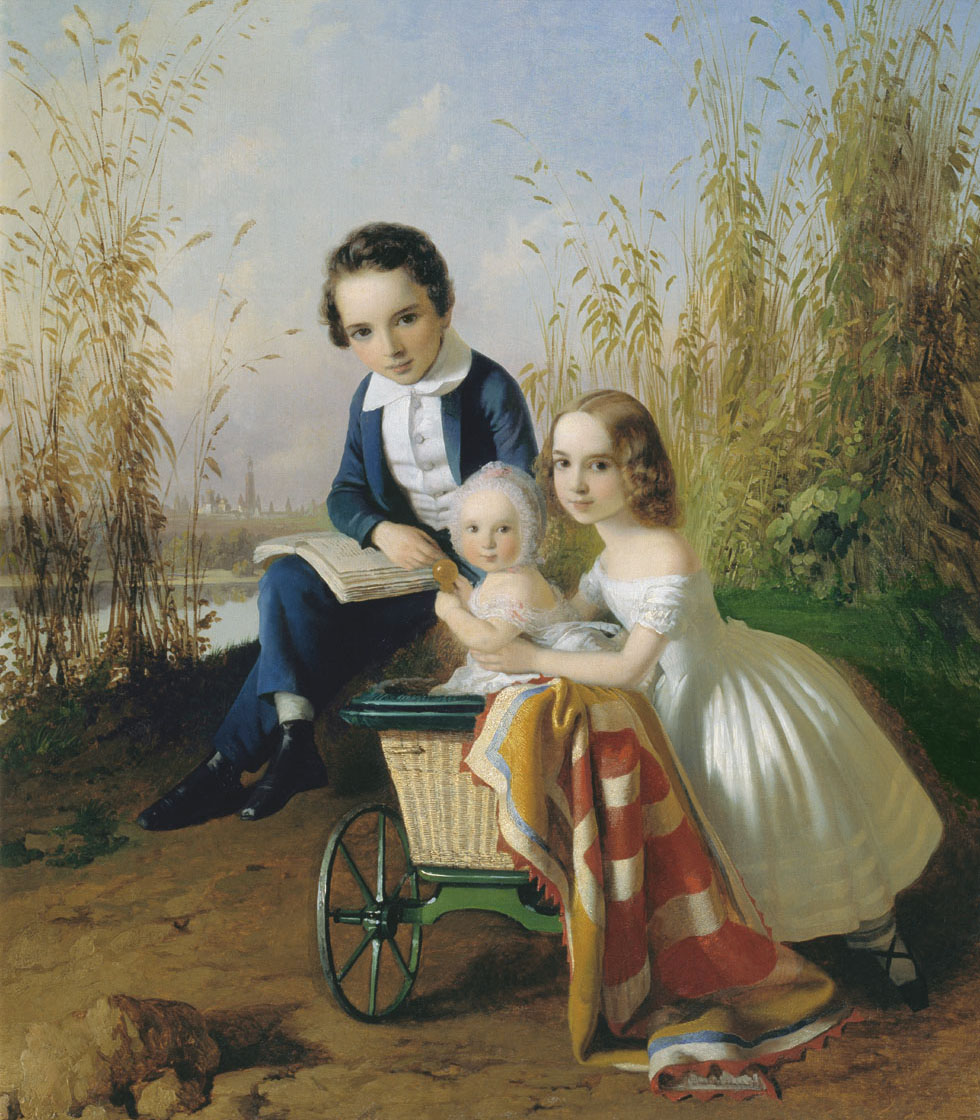
Портрет дітей Олсуфьевих. 1840
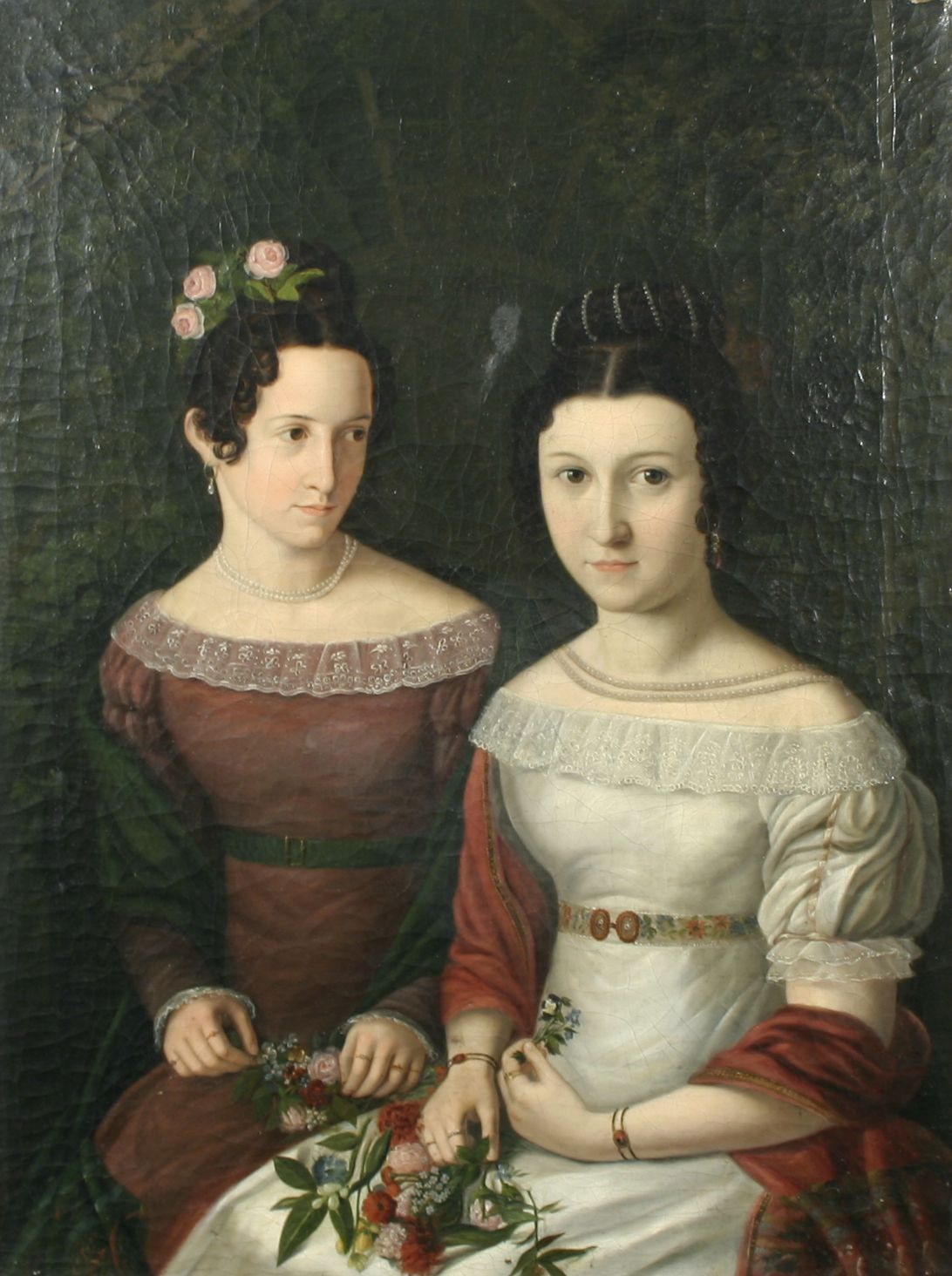
Портрет Валентини та Марії Вольф. 1861
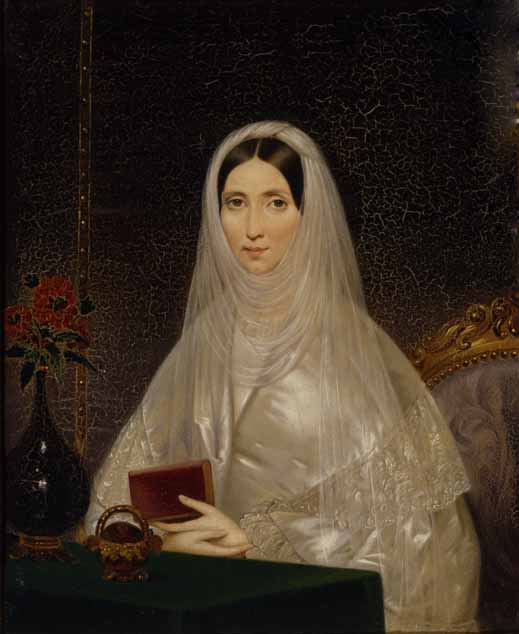
Портрет  Потьомкіної Т.Б.
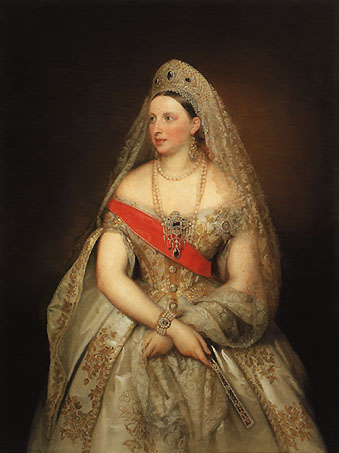
Портрет великої княгині Олександри Петрівни Ольденбурга
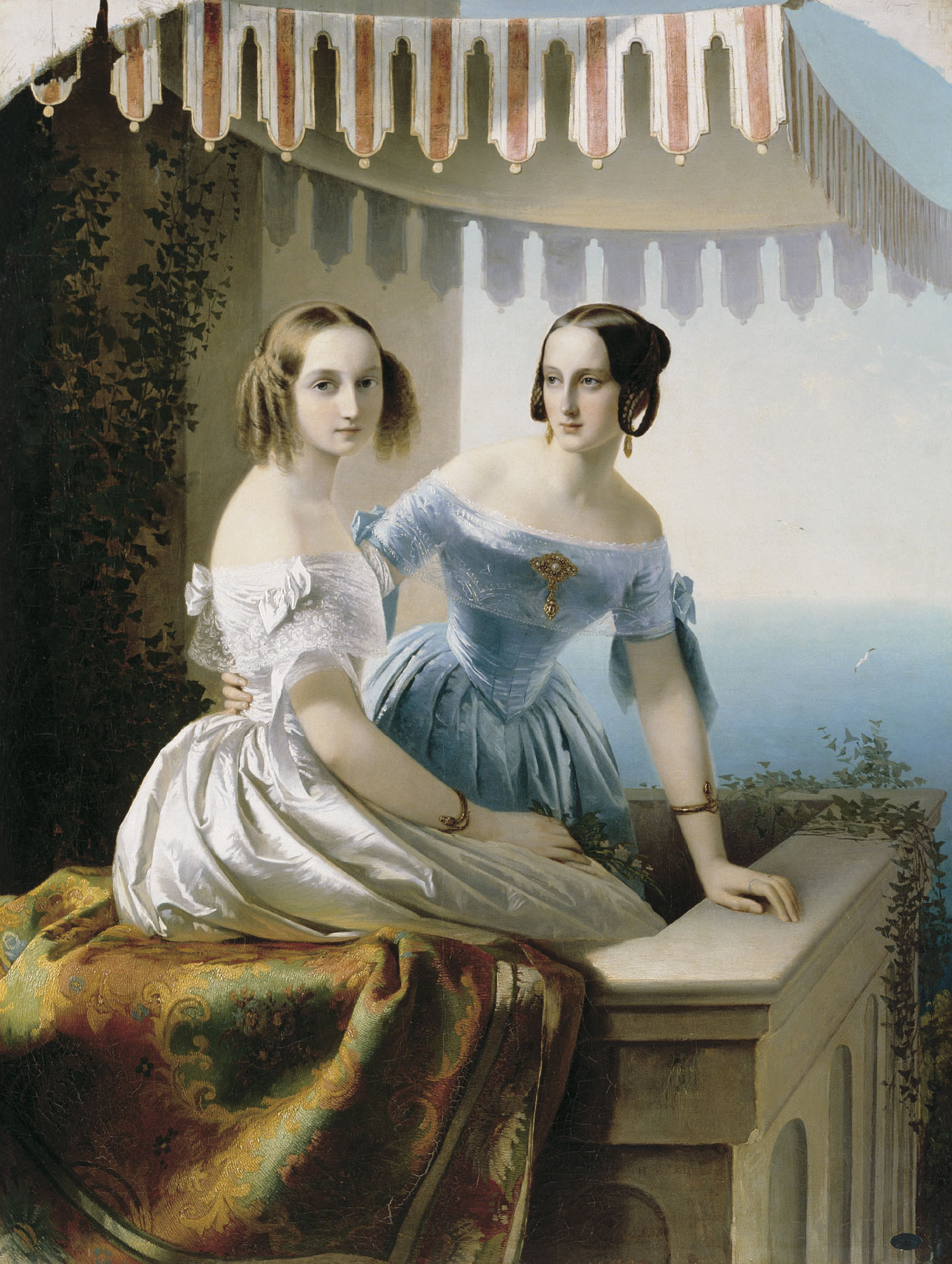
Дочки  Миколи І Марія Миколаївна та Ольга Миколаївна. 1838 рік
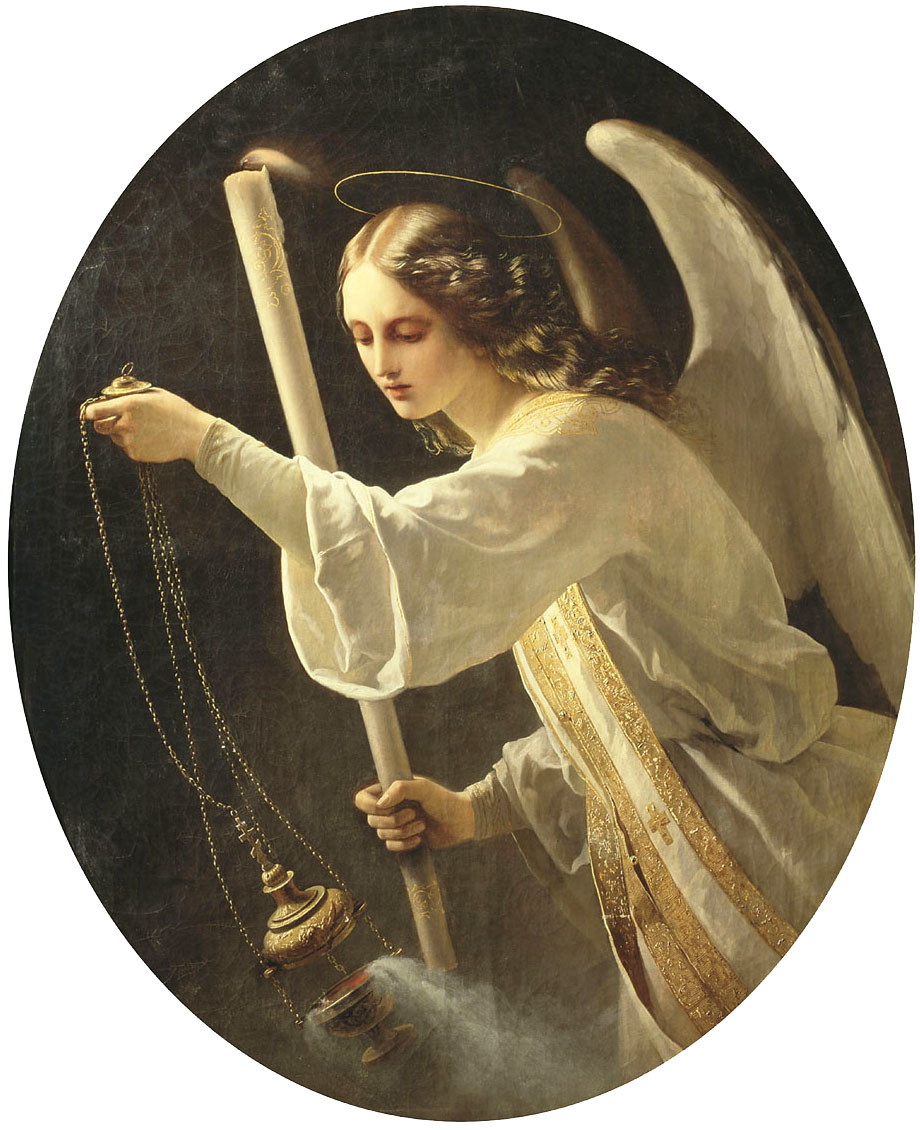
Ангел